# (2184) Fujian
(2184) Fujian ist ein Asteroid des Hauptgürtels, der am 9. Oktober 1964 am Purple-Mountain-Observatorium in Nanjing entdeckt wurde. 
Der Asteroid ist nach der chinesischen Provinz Fujian benannt.